# Verlaine et Rimbaud chantés par Léo Ferré
Albums de Léo Ferré
Ferré 64
(1964) Léo Ferré 1916-19...
(1966)
Verlaine et Rimbaud chantés par Léo Ferré est un double album de Léo Ferré paru en décembre 1964. Il entremêle quatorze poésies de Paul Verlaine et dix poésies d'Arthur Rimbaud.
Cet album est le premier double-album studio de l'histoire des musiques populaires.

## Histoire
Léo Ferré compose la matière de cet album entre 1959 et 1963 pour ce qui concerne Paul Verlaine.
À l'exception de Rêvé pour l'hiver, composé en 1960 et chanté sur la scène du théâtre du Vieux-Colombier en janvier 1961, les Rimbaud sont composés en 1964, dans le Lot au château de Pechrigal.
Ferré aboutit vingt-quatre titres. Il les enregistre durant quatre jours en mai 1964, au studio Barclay de l'avenue Hoche à Paris, entouré de ses collaborateurs habituels.

## Titres
Toutes les musiques sont de Léo Ferré.
Léo Ferré change certains titres de poèmes par souci de clarté et d'efficacité. Les titres et incipits originaux sont donnés entre parenthèses quand il y a lieu.
| 1. | « Écoutez la chanson bien douce »                       | Paul Verlaine  | 2:48 |
| 2. | Chanson de la plus haute tour                           | Arthur Rimbaud | 2:15 |
| 3. | « Il patinait merveilleusement »                        | Paul Verlaine  | 1:50 |
| 4. | Mon rêve familier                                       | Paul Verlaine  | 2:02 |
| 5. | Soleils couchants                                       | Paul Verlaine  | 1:50 |
| 6. | Les Assis                                               | Arthur Rimbaud | 3:11 |
| 7. | « L'espoir luit comme un brin de paille dans l'étable » | Paul Verlaine  | 2:15 |

| 8.  | Art poétique           | Paul Verlaine  | 3:29 |
| 9.  | Pensionnaires          | Paul Verlaine  | 2:27 |
| 10. | Âme, te souvient-il ?  | Paul Verlaine  | 2:42 |
| 11. | Le Buffet              | Arthur Rimbaud | 2:04 |
| 12. | Les Poètes de sept ans | Arthur Rimbaud | 5:11 |

| 13. | Chanson d'automne                                                            | Paul Verlaine  | 2:32 |
| 14. | Les Corbeaux                                                                 | Arthur Rimbaud | 2:18 |
| 15. | Green                                                                        | Paul Verlaine  | 2:47 |
| 16. | Mes Petites Amoureuses                                                       | Arthur Rimbaud | 2:27 |
| 17. | Je vous vois encor (Birds in the night)                                      | Paul Verlaine  | 2:06 |
| 18. | L'étoile a pleuré rose (« L'étoile a pleuré rose au creux de tes oreilles ») | Arthur Rimbaud | 1:31 |

| 19. | « Ô triste, triste était mon âme » | Paul Verlaine  | 2:46 |
| 20. | Rêvé pour l'hiver                  | Arthur Rimbaud | 2:03 |
| 21. | Clair de lune                      | Paul Verlaine  | 2:13 |
| 22. | Les Chercheuses de poux            | Arthur Rimbaud | 3:01 |
| 23. | Ma Bohème                          | Arthur Rimbaud | 1:21 |
| 24. | Sérénade                           | Paul Verlaine  | 2:43 |

## Musiciens
- Lionel Gali : violon (non crédité)[1]
- Barthélémy Rosso : guitare (non crédité)[1]
- Janine de Waleyne : voix (non créditée)[1]

Les autres musiciens n'ont pas été identifiés à ce jour.

## Production
- Arrangements et direction musicale : Jean-Michel Defaye
- Prise de son : Gerhard Lehner
- Supervisation : Jean Fernandez
- Crédits visuels : Maurice Frot (dessin pochette), Hubert Grooteclaes (photographies)
- Texte pochette originale : Léo Ferré